# Immaculada Concepció (Zurbarán, 1632)
Immaculada Concepció és un quadre del pintor extremeny Francisco de Zurbarán pintat el 1632 i exposat actualment al Museu Nacional d'Art de Catalunya.

## Documentació

### Història
El quadre fou pintat el 1632, poc abans que el pintor decidís marxar a Madrid per col·laborar en la decoració del Palau del Buen Retiro.
No es coneix el motiu pel qual va ser pintat ni la seva primera destinació. La primera referència el situa entre la col·lecció de Pedro Aladro a Jerez el 1912, posteriorment va passar a formar part de la col·lecció Domecq a la mateixa població, després fou adquirit per a la col·lecció del bibliòfil Santiago Espona qui en va fer donació al Museu Nacional d'Art de Catalunya l'any 1958.

### Tema
El Concili de Trento estableix el pecat original com a dogma de fe i consagra la creença de la Immaculada Concepció, però no en fa dogma de fe. A Espanya es va creure aferrissadament en aquesta doctrina i se celebra el vuit de desembre com festa d'obligat compliment des de 1644. En aquell temps la devoció per la Verge Maria era enorme, podem observar que la verge porta un luxós collar marià.
La Inmaculada Concepció representa a la verge com únic ésser mortal que s'alliberà del pecat original. Aquest fou un argument doctrinal catòlic de llarga tradició, molt representat a la pintura espanyola del Segle d'Or.
Aquest tema ha estat tractat pel pintor en diverses ocasions. Zurbarán emprava el color rosat per a la túnica de la Verge fins que Francisco Pacheco l'any 1649 va escriure el cànon per a la tipologia d'Immaculada Concepció al tractat Arte de la pintura. Pacheco seguia les indicacions de Beatriu de Silva qui havia tingut la visió de la Verge de blanc i blau cel l'any 1615. Beatriz, monja, va començar un procés de beatificació el 1636, quan es feu pública la seva visió.

## Anàlisi Formal

### Elements plàstics
La il·luminació del quadre prové de dos focus un està situat al darrere de la verge i reforça la seva majestuosa presència i l'altre està situat davant a l'angle superior esquerre, assenyala el camí a seguir.

### Composició
El quadre forma part de les anomenades sèries verticals de l'artista. L'obra es regeix per una simetria axial, on cada element representat a la dreta té el seu equivalent a l'esquerra. La Verge és l'eix de la simetria. És ella qui trenca el perfecte equilibri mirant a la llum.
Maria apareix de peus sobre cinc querubins que ocupen mitja lluna. El collar llueix l'anagrama A(ve) M(aria), mentre una multitud d'estrelles i angelets es confonen en mig dels núvols en l'aurèola que envolta el seu cap.
Els àngels dels costats porten lliris i roses, que simbolitzen atributs de puresa, i taules amb inscripcions del "Cantar dels cantars", un llibre bíblic d'un profund valor místic.
Als laterals apareixen dos col·legials i símbols que s'atribueixen a Maria: el mirall sense taca, l'escala de Jacob, la porta del cel i l'estel de l'alba.

### Estil
Aquesta obra pertany al corrent pictòric coneguda com a Barroc espanyol. Aquest fou un moviment molt vinculat a les idees de la Contrareforma i en part influenciat per certa empremta mística.
Zurbarán mostra la influència de Caravaggio en la manera en què il·lumina les seves composicions. El seu estil a poc a poc s'influenciarà pel manierisme italià.